# Rikizo Matsuhashi
Rikizo Matsuhashi (松橋 力蔵 Matsuhashi Rikizo?,  nacido el 22 de agosto de 1968 en Tokio) es un exfutbolista y entrenador japonés. Jugaba de centrocampista y su último club fue el Jatco TT de Japón. Actualmente se desempeña como entrenador del Football Club Tokyo de la J1 League.

## Clubes

### Como jugador
| Club               | País  | Año         |
| ------------------ | ----- | ----------- |
| Yokohama Marinos   | Japón | 1989 - 1995 |
| Kyoto Purple Sanga | Japón | 1996 - 1997 |
| Jatco TT           | Japón | 1998 - 2001 |

### Como entrenador
| Club            | País  | Año       |
| --------------- | ----- | --------- |
| Albirex Niigata | Japón | 2022-2024 |

## Palmarés

### Títulos nacionales
| Título                   | Club             | País  | Año       |
| ------------------------ | ---------------- | ----- | --------- |
| Copa Japan Soccer League | Nissan Motors    | Japón | 1989      |
| Copa del Emperador       | Nissan Motors    | Japón | 1989      |
| Japan Soccer League      | Nissan Motors    | Japón | 1989-1990 |
| Copa Japan Soccer League | Nissan Motors    | Japón | 1990      |
| Copa del Emperador       | Nissan Motors    | Japón | 1991      |
| Copa del Emperador       | Yokohama Marinos | Japón | 1992      |
| J1 League                | Yokohama Marinos | Japón | 1995      |